# Roon (Schiff, 1914)
Die Roon war ein 1914 von der Nordenhamer Werft Schiffbaugesellschaft Unterweser fertiggestellter Fischdampfer. Das Schiff hatte die Baunummer 0100 und wurde am 27. Juni 1914 an die Reederei Nordsee ausgeliefert. Es erhielt das Fischereikennzeichen ON 75.
Es ist gut möglich, dass das Schiff im Ersten Weltkrieg für die Kaiserliche Marine als Vorpostenboot eingesetzt worden ist. 1934 wurde der Seitentrawler nach Geestemünde verlegt und erhielt den Namen Nürnberg und das Fischereikennzeichen PG 432.